# Diplomatisches Magazin
Das Diplomatische Magazin ist eine monatlich erscheinende Zeitschrift in Deutschland.

## Inhalte
Das Diplomatische Magazin erscheint unter seiner Chefredakteurin, der Berliner Journalistin Marie Wildermann, auf Deutsch und Englisch und berichtet über Themen aus Diplomatie, Politik, Wirtschaft, Wissenschaft, Kultur und Lifestyle aus Berlin und den Konsulatsstandorten im Bundesgebiet. Die Auflage liegt 2018 bei 12.000 Exemplaren.
Kernstück einer jeden Ausgabe des Diplomatischen Magazins ist das Botschafter-Titelinterview. Darin wird jeweils eine Botschafterin oder ein Botschafter zu unterschiedlichen Themen, Ereignissen und aktuellen Entwicklungen aus dem jeweiligen Herkunftsland interviewt.
Die Gastautoren – unter anderen bereits Manfred Kohnke, Ulrich Wickert, Matthias Platzeck und Christian Wulff, Bundestagsabgeordnete und Wissenschaftler der Deutschen Gesellschaft für Auswärtige Politik (DGAP), des Deutschen Instituts für Entwicklungspolitik (DIE) und der Stiftung Wissenschaft und Politik (SWP) – publizieren zu aktuellen internationalen Politik- und Wirtschaftsthemen. Hinzu kommen spezielle Länder- und Schwerpunktthemen wie Personenporträts, Bildung, Immobilien oder internationale Messen.